# Ron Greenwood
Ronald 'Ron' Greenwood CBE (11. november 1921 — 9. februar 2006) var en engelsk fodboldspiller og manager, bedst kendt for sin tid som træner for Englands fodboldlandshold fra 1977 til 1982. Han er udover tiden som landstræner også kendt for hans 13 år som træner for West Ham United.
Ron Greenwood spillede ikke en A-landsholdskamp for England, men spillede dog en for B-landsholdet i 1952. Han var træner for England ved EM i fodbold 1980 og VM i fodbold 1982.